# Hyphydrus holomelas
Hyphydrus holomelas är en skalbaggsart som beskrevs av Olof Biström 1984. Hyphydrus holomelas ingår i släktet Hyphydrus och familjen dykare. Inga underarter finns listade i Catalogue of Life.